# Coupe du monde de saut à ski 1983-1984
Navigation
Édition précédente Édition suivante
L'édition 1983/1984 de la Coupe du monde de saut à ski est une compétition sportive internationale rassemblant les meilleurs athlètes mondiaux pratiquant le saut à ski. Elle s'est déroulée entre le 10 décembre 1983 et le 25 mars 1984 et a été remportée par l'Allemand de l'Est Jens Weißflog suivi du Finlandais Matti Nykänen et du Tchécoslovaque Pavel Ploc.

## Jeux Olympiques de 1984
Cette même année eurent lieu les Jeux Olympiques de  Sarajevo.

## Classement général
| Rang | Nom            | Points |
| ---- | -------------- | ------ |
| 1    | Jens Weissflog | 230    |
| 2    | Matti Nykänen  | 217    |
| 3    | Pavel Ploc     | 148    |
| 4    | Jeff Hastings  | 123    |
| 5    | Jiří Parma     | 122    |
| 6    | Primož Ulaga   | 120    |
| 7    | Klaus Ostwald  | 119    |
| 8    | Horst Bulau    | 102    |
| 9    | Jari Puikkonen | 101    |
| 10   | Vegard Opaas   | 96     |

## Résultats
| Date       | Lieu                   | Vainqueur         | Deuxième          | Troisième               |
| ---------- | ---------------------- | ----------------- | ----------------- | ----------------------- |
| 10.12.1983 | Thunder Bay            | Horst Bulau       | Matti Nykänen     | Vegard Opaas            |
| 11.12.1983 | Thunder Bay            | Vegard Opaas      | Matti Nykänen     | Horst Bulau             |
| 17.12.1983 | Lake Placid            | Primož Ulaga      | Matti Nykänen     | Horst Bulau             |
| 18.12.1983 | Lake Placid            | Jeff Hastings     | Primož Ulaga      | Jiří Parma              |
| 30.12.1983 | Oberstdorf             | Klaus Ostwald     | Jens Weißflog     | Ole Gunnar Fidjestoel   |
| 1.1.1984   | Garmisch-Partenkirchen | Jens Weißflog     | Hansjörg Sumi     | Klaus Ostwald           |
| 4.1.1984   | Innsbruck              | Jens Weißflog     | Matti Nykänen     | Jari Puikkonen          |
| 6.1.1984   | Bischofshofen          | Jens Weißflog     | Per Bergerud      | Primož Ulaga            |
| 11.1.1984  | Cortina d’Ampezzo      | Jens Weißflog     | Horst Bulau       | Klaus Ostwald           |
| 14.1.1984  | Harrachov              | Jiří Parma        | Jens Weißflog     | Pavel Ploc              |
| 15.1.1984  | Liberec                | Jens Weißflog     | Klaus Ostwald     | Per Bergerud            |
| 21.1.1984  | Sapporo                | Masahiro Akimoto  | Veli-Matti Ahonen | Manfred Steiner         |
| 22.1.1984  | Sapporo                | Manfred Steiner   | Veli-Matti Ahonen | Masahiro Akimoto        |
| 12.2.1984  | Sarajevo               | Jens Weißflog     | Matti Nykänen     | Jari Puikkonen          |
| 18.2.1984  | Sarajevo               | Matti Nykänen     | Jens Weißflog     | Pavel Ploc              |
| 2.3.1984   | Lahti                  | Matti Nykänen     | Jari Puikkonen    | Andreas Bauer           |
| 4.3.1984   | Lahti                  | Matti Nykänen     | Jari Puikkonen    | Pavel Ploc              |
| 6.3.1984   | Falun                  | Jiří Parma        | Jeff Hastings     | Adolf Hirner            |
| 9.3.1984   | Lillehammer            | Pavel Ploc        | Matti Nykänen     | Ernst Vettori           |
| 11.3.1984  | Oslo                   | Vladimír Podzimek | Pavel Ploc        | Ole Christian Eidhammer |
| 17.3.1984  | Oberstdorf             | Matti Nykänen     | Pavel Ploc        | Jens Weißflog           |
| 18.3.1984  | Oberstdorf             | Matti Nykänen     | Jens Weißflog     | Pavel Ploc              |
| 24.3.1984  | Planica                | Jens Weißflog     | Mike Holland      | Janusz Malik            |
| 25.3.1984  | Planica                | Pavel Ploc        | Vegard Opaas      | Piotr Fijas             |

## Liens & Sources
Résultats Officiels FIS